# Población fantasma
Una población fantasma es una población que se ha inferido mediante el uso de técnicas estadísticas.

## Estudios de población
En 2004, se propuso que los enfoques de máxima verosimilitud o bayesianos que estiman las tasas de migración y el tamaño de la población utilizando la teoría coalescente pueden usar conjuntos de datos que contienen una población que no tiene datos. Esto se conoce como "población fantasma". La manipulación permite explorar los efectos de las poblaciones faltantes en la estimación del tamaño de la población y las tasas de migración entre dos poblaciones específicas. Los sesgos de los parámetros poblacionales inferidos dependen de la magnitud de la tasa de migración de las poblaciones desconocidas. La técnica para derivar poblaciones fantasmas atrajo críticas porque las poblaciones fantasmas fueron el resultado de modelos estadísticos, junto con sus limitaciones.

## Genética de poblaciones
En 2012, se utilizaron análisis de ADN y técnicas estadísticas para inferir que una población humana ahora extinta en el norte de Eurasia se había cruzado tanto con los antepasados de los europeos como con un grupo siberiano que luego migró a las Américas. El grupo se denominó población fantasma porque fueron identificados por los ecos que dejan en los genomas, no por huesos o ADN antiguo. En 2013, otro estudio encontró los restos de un miembro de este grupo fantasma, cumpliendo la predicción anterior de que habían existido.
Se analizaron la evolución de la proteína Mucin 7 en la saliva de los humanos modernos y se encontró evidencia de que una población fantasma no identificada de humanos africanos arcaicos puede haber contribuido con ADN, con un tiempo de coalescencia estimado para el ADN humano moderno de aproximadamente 4.5 millones de años AP, en el acervo genético de los africanos modernos (por ejemplo, Afroamericanos, Afro-Caribeños, Esan, Gambianos, Luhya, Mende y Yoruba).
Según un estudio publicado en 2020, hay indicios de que entre el 2% y el 19% (o alrededor de 6,6 y ≃7,0%) del ADN de cuatro poblaciones de África Occidental puede haber provenido de un homínido arcaico desconocido que se separó del antepasado de los humanos y neandertales hace entre 360 mil y 1,02 millones de años. Sin embargo, el estudio también sugiere que al menos parte de esta mezcla arcaica también está presente en euroasiáticos/no africanos, y que el evento o eventos de mezcla oscilan entre 0 y 124 ka BP, que incluye el período anterior a la salida de África y antes de la división africana/euroasiática (afectando así en parte a los ancestros comunes de africanos y euroasiáticos/no africanos). Otro estudio reciente, que descubrió cantidades sustanciales de variación genética humana no descrita anteriormente, también encontró variación genética ancestral en africanos que es anterior a los humanos modernos y se perdió en la mayoría de los no africanos.
En 2015, un estudio del linaje y la migración temprana del cerdo doméstico encontró que el mejor modelo que se ajustaba a los datos incluía el flujo de genes de una población fantasma durante el Pleistoceno que ahora está extinta.